# Protocolo sobre Armas Incendiárias
O Protocolo sobre Proibições ou Restrições ao Uso de Armas Incendiárias é um tratado multilateral das Nações Unidas que restringe o uso de armas incendiárias. É o Protocolo III da Convenção sobre Armas Convencionais de 1980, que podem ser consideradas excessivamente danosas ou com efeitos indiscriminados [en]. Concluído em 1981, entrou em vigor em 2 de dezembro de 1983. Desde janeiro de 2023, foi ratificado por 126 estados partes.
A categoria de armas incendiárias não parece incluir armas termobáricas, e o direito internacional não parece proibir o uso de munições termobáricas contra alvos militares. Seu uso contra populações ou infraestruturas civis pode ser proibido por este Protocolo. Desde novembro de 2022, todas as tentativas anteriores de regular ou restringir armas termobáricas falharam.

## Conteúdo
O protocolo proíbe, em todas as circunstâncias, tornar a população civil, indivíduos civis ou objetos civis alvo de ataque por qualquer arma ou munição projetada principalmente para incendiar objetos ou causar lesões por queimadura a pessoas por meio da ação de chama, calor ou uma combinação destes, produzida por uma reação química de uma substância lançada sobre o alvo. O protocolo também proíbe o uso de armas incendiárias lançadas por via aérea contra alvos militares em áreas com concentração de civis e limita o uso de armas incendiárias entregues por outros meios. Florestas e outras plantas não podem ser alvos, a menos que sejam usadas para ocultar combatentes ou outros objetivos militares.
O protocolo lista certos tipos de munições, como granadas de fumaça, que possuem apenas um efeito incendiário secundário ou adicional; esses tipos de munições não são considerados armas incendiárias.

## Revisão da doutrina
Uma investigação sobre a doutrina ensinada por várias forças militares foi conduzida após 2001 pelo Comitê Internacional da Cruz Vermelha como parte de seu banco de dados sobre Direito internacional humanitário consuetudinário [en]. A Regra 84 trata deste Protocolo.